# Distance du peigne
En mathématiques et plus particulièrement en topologie, la distance du peigne est une distance définie sur le plan complexe. Son nom est dû au fait qu'il s'agit de la distance naturelle à considérer sur une figure géométrique bidimensionnelle modélisant un peigne (un segment horizontal duquel émergent des segments verticaux).

## Définition
Considérons le plan complexe {\displaystyle \mathbb {C} }. La distance du peigne est alors définie de la manière suivante :
{\displaystyle d(z,w)=\left\{{\begin{array}{l}|z-w|&{\text{si }}{\mathfrak {Re}}(z)={\mathfrak {Re}}(w)\\|{\mathfrak {Im}}(z)|+|{\mathfrak {Im}}(w)|+|{\mathfrak {Re}}(z)-{\mathfrak {Re}}(w)|&{\text{sinon}}\end{array}}\right.~~~\forall z,w\in \mathbb {C} .}

## Propriétés
Le plan complexe muni de la distance peigne est un espace géodésique, ce qui signifie que deux complexes z et w peuvent toujours être reliés par un chemin de longueur d(z,w).